# Café de Flore (film)
Café de Flore è un film del 2011 diretto da Jean-Marc Vallée; ha ottenuto 13 nomination alla 32ª edizione dei Genie Awards.

## Trama
Il film ruota attorno a due storie che apparentemente non hanno alcun nesso tra loro. La prima, ambientata nella Montréal del presente vede come protagonisti Antoine, un DJ di successo che si divide tra la sua ragazza Rose e la sua ex-moglie Carole.
L'altra storia è ambientata negli anni '60 a Parigi, ha come protagonisti Jacqueline, madre single e iperprotettiva di Laurent, un bambino affetto dalla sindrome di Down che si è invaghito di Véro, un'amica e compagna anche lei affetta dalla trisomia 21. L'intreccio è costruito al fine di rivelare come le due storie siano collegate: Jacqueline, Laurent e Véro muoiono coinvolti in un incidente d'auto, Carole, Antoine e Rose sono la loro reincarnazione del futuro.